# Dilobocondyla fulva
Dilobocondyla fulva är en myrart som beskrevs av Hugo Viehmeyer 1916. Dilobocondyla fulva ingår i släktet Dilobocondyla och familjen myror. Inga underarter finns listade i Catalogue of Life.